# Augustus (romance)
Augustus é uma ficção histórica epistolar de John Williams, publicada pela editora Viking Press, em 1972. No Brasil, foi publicado pela Editora Rádio Londres, em 2018, com tradução de Alexandre Barbosa de Souza. Em Portugal, foi publicado pela editora Dom Quixote, em 2019.
A obra conta a história de Caio Otávio, imperador de Roma, desde a sua juventude até a velhice. O livro é dividido em duas partes, a primeira narrando sua ascensão ao poder, a última descrevendo seu governo e os problemas familiares enfrentados na escolha de um sucessor.
Augustus foi premiado com o US National Book Award for Fiction, em 1973. O prêmio foi dividido com Chimera, de John Barth, sendo esta a primeira vez que uma divisão ocorreu. O livro é único dos quatro romances de Williams a receber aclamação significativa durante sua vida.
Depois de ter toda a tiragem vendida, o romance foi relançado em 2014, pela NYRB Classics, como parte do renascimento do trabalho de Williams.

## Enredo
Narrado através de cartas e fragmentos de diários, Augustus começa quando Gaius Octavius Thurinus, aos 17 anos, é afastado de sua mãe por seu tio-avô, Júlio César, que revela que pretende preparar o menino para ser seu sucessor. 
Gaius Octavius passa alguns anos com três jovens de sua idade, Gaius Cilnius Mecenas, Marcus Vipsanius Agrippa e Quintus Salvidienus Rufus. 
Aos 19 anos, Gaius Octavius recebe uma carta de sua mãe informando-o de que César foi assassinado e instando-o a renunciar ao testamento que o nomeará como filho adotivo de César. Ignorando seu conselho, os quatro jovens fazem um pacto para proteger Caio Otávio e vingar César, iniciando a jornada que o coroará como Imperador de Roma até o fim de seu reinado, história que o livro vai narrar detalhando todas as intrigas e batalhas que César Augusto vai enfrentar.

## Temas Principais
O principal tema que Augustus aborda é a capacidade das circunstâncias de mudar a personalidade e o comportamento de uma pessoa. Os acontecimentos que cercaram a ascensão de Augusto ao poder são marcados por violência e intrigas na Roma Antiga, o que levou Augusto a trabalhar para implementar um tempo de paz e cooperação em Roma, conhecido como Pax Romana ou Pax Augusta. 
Outros temas sobre os quais o romance trata são a maioridade e a diferença entre moderação e resignação.

## Contexto
Augustus é o último romance que Williams publicou antes de sua morte, em 1994. Embora tenha conquistado pouco reconhecimento público enquanto Williams estava vivo, a recepção crítica da obra foi majoritariamente positiva. Augustus é diferente das outras obras de Williams por ser seu único livro em que o personagem principal não se chama William. Além disso, é seu primeiro romance não ambientado nos Estados Unidos.

## Recepção Crítica
Augustus foi recebido com críticas positivas por todo os Estados Unidos. Augustus conquistou o National Book Award, em 1973. Williams e Augustus dividiram a premiação para ficção com John Barth e Chimera, sendo esta a primeira vez que o prêmio foi dividido. Críticos, como Harold Augenbraum, discorrem sobre a divisão do prêmio em seus trabalhos, escrevendo que o National Book Awards de 1973 permitiu que muitas categorias dividissem os prêmios.
Tanto a Los Angeles Review of Books, quanto a New York Review of Books, publicaram críticas positivas, particularmente sobre a junção de biografia e ficção. O resenhista Daniel Mendelsohn, da New York Review of Books, escreveu que "a vida do primeiro imperador romano é o meio ideal para um romance histórico: Augusto é uma figura sobre a qual sabemos pouquíssimo e, portanto, convida tanto a descrição quanto a invenção".
Os críticos elogiaram a narrativa de Augustus, mas questionaram a falta de tempo de fala que Williams dá ao personagem-título. No geral, a maioria dos críticos elogiou Williams por abrir mão de sua própria voz para transmitir a de personagens que são históricos, com uma personalidades que Williams imagina para si mesmo e seu público.